# Khadidja Nefidsa
Khadidja Nefidsa (en arabe : خديجة نفيسا), née le 30 août 2000 à Koléa, est une footballeuse internationale algérienne jouant au poste de milieu de terrain à l'ASE d'Alger Centre.

## Biographie

### Carrière en club
Khadidja Nefidsa est née le 30 août 2000 à Koléa dans la wilaya de Tipaza.
Elle commence le football dans son quartier à Koléa où elle fait ses premiers dribbles. À l'âge de douze ans, son père qui remarque son talent lui prend sa première licence au CLT Belouizdad à Alger, où elle joue pendant une année. Puis après un an d'arrêt, à l'âge de quatorze ans elle intègre l'ASE d'Alger Centre, où elle fait toutes ses classes. Elle remporte le championnat national U17 lors de la saison 2015-2016. La saison suivante 2016-2017, elle remporte la coupe d'Algérie U17, surclassée elle remporte aussi la coupe de la ligue avec les seniors la même année. Lors de la saison 2017-2018, à dix-sept ans seulement elle devient titulaire dans l'équipe senior.

### Carrière en sélection
En septembre 2017, elle est sélectionnée pour la première fois avec les U20, pour participer à la double confrontation face à l'équipe du Ghana, en éliminatoires de la Coupe du monde. Après deux défaites, (0-5) le 15 septembre à Alger au stade Omar-Hamadi, et (5-0) à Accra au Ghana, les vertes sont éliminées.
Du 24 décembre 2018 au 1er janvier 2019, elle est sélectionnée avec les U20, par la sélectionneuse Naïma Laouadi pour participer à un stage de préparation, au CTN de Sidi Moussa.
Du 19 août au 3 septembre 2019, elle fait partie des 20 joueuses sélectionnées avec les U20 pour participer aux Jeux africains de 2019 à Rabat au Maroc. Après une défaite contre le pays hôte (3-2) et deux victoires face au Mali (1-0) et face à la Guinée (1-0), l’Algérie est éliminé en demi-finale contre le Nigeria (0-3). Lors du match pour la troisième place, les vertes s'inclinent face au Maroc (2-1).
Du 1er au 8 octobre 2019, elle est sélectionnée pour participer au Tournoi UNAF dames U20 à Tanger au Maroc. Les Algériennes remportent leur premier match face à la Tunisie (8-0), perdent le deuxième face au Maroc (3-1) et s'inclinent de nouveau face au Burkina Faso (1-2). Les Vertes finissent troisième au classement du tournoi.
Du 20 au 27 décembre 2019, elle est de nouveau sélectionnée pour participer au Tournoi UNAF dames U21 à Alger en Algérie,. Après une victoire face à l'Égypte (3-0), un match nul face au Maroc (0-0) et une victoire (3-0) face à la Tanzanie, les Algériennes remportent le tournoi.
En janvier 2020, elle est sélectionnée avec les U20, par le sélectionneur Ahmed Laribi pour participer à une double confrontation face au Soudan du Sud, dans le cadre du 1er tour qualificatif des éliminatoires de la Coupe du monde féminine U20 de 2020,. Elle est titulaire lors des deux rencontres, et marque un but au match aller, victoire (0-5) à Kampala en Ouganda, et un doublé lors du match retour, victoire (4-0) au stade du 20 août 1955 à Alger. Les algériennes se qualifie au 2e tour.
En novembre 2021, elle est convoquée pour la première fois en équipe d'Algérie par la sélectionneuse nationale Radia Fertoul pour participer à une double confrontation amicale contre la Tunisie, lors d'un stage de préparation pour les éliminatoires de la CAN 2022. Le 25 novembre 2021, elle honore sa première sélection en remplaçant Naïma Bouhenni à la 75e minute contre la Tunisie. Le match se solde par une victoire 1-0 des algériennes.

## Statistiques

### Statistiques détaillées
| Saison                | Club                  | Championnat           | Championnat | Championnat | Coupe(s) nationale(s) | Coupe(s) nationale(s) | Algérie | Algérie | Total | Total |
| Saison                | Club                  | Division              | M.          | B.          | M.                    | B.                    | M.      | B.      | M.    | B.    |
| 2016-2017             | ASE d'Alger Centre    | Division 1            | -           | -           | -                     | -                     | -       | -       | 0     | 0     |
| 2017-2018             | ASE d'Alger Centre    | Division 1            | -           | -           | -                     | -                     | -       | -       | 0     | 0     |
| 2018-2019             | ASE d'Alger Centre    | Division 1            | -           | -           | -                     | -                     | -       | -       | 0     | 0     |
| 2019-2020             | ASE d'Alger Centre    | Division 1            | -           | -           | -                     | -                     | -       | -       | 0     | 0     |
| 2020-2021             | ASE d'Alger Centre    | Division 1            | -           | -           | -                     | -                     | -       | -       | 0     | 0     |
| 2021-2022             | ASE d'Alger Centre    | Division 1            | -           | -           | -                     | -                     | 2       | 0       | 2     | 0     |
| 2022-2023             | ASE d'Alger Centre    | Division 1            | 16          | 4           | 1                     | 2                     | -       | -       | 17    | 6     |
| Sous-total            | Sous-total            | Sous-total            | 16          | 4           | 1                     | 2                     | 2       | 0       | 19    | 6     |
| Total sur la carrière | Total sur la carrière | Total sur la carrière | 16          | 4           | 1                     | 2                     | 2       | 0       | 19    | 6     |

### En sélection

#### Matchs internationaux
Le tableau suivant liste les rencontres de l'équipe d'Algérie dans lesquelles Khadidja Nefidsa a été sélectionnée depuis le 25 novembre 2021 jusqu'à présent.